# 奧斯卡王爾德書店

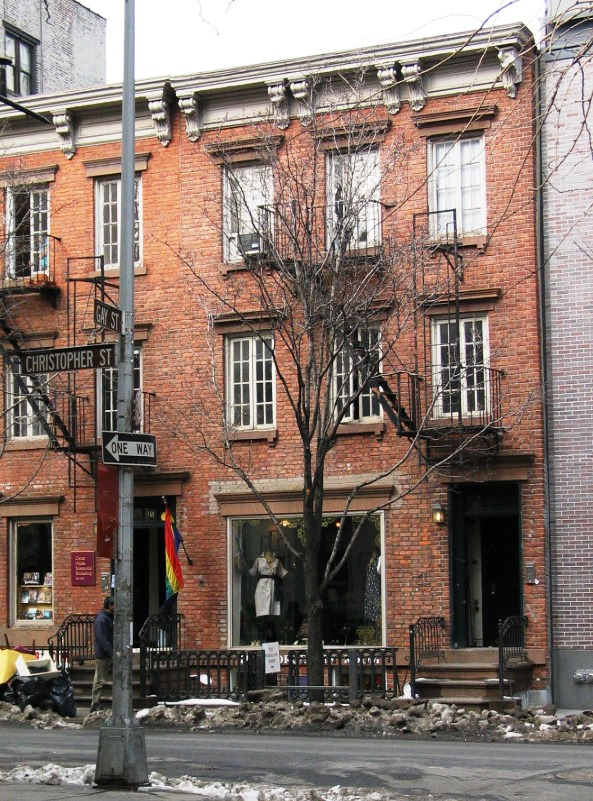
The bookshop's exterior

奧斯卡王爾德書店是全球第一間以同性戀為主題的書店，以大文豪奧斯卡·王爾德命名，由美國同性戀平權人士克雷格·羅德威爾於1967年11月24日開辦，1973年，書店搬到紐約格林威治村的克里斯多弗街和同志街。由於早年同性戀仍不被主流所接納，尤其是宗教人士，因此書店曾受炸彈恐嚇及電話滋擾，牆上又畫上納粹符號等，到後來同性戀成了大眾議題，書店成為了同性戀人士的朝聖地方。但隨者網上店盛行，及其他連鎖書店較進取的選書態度，奧斯卡王爾德書店最終於2009年3月29日結業。